# 리위안역
리위안역(중국어: 梨园站, 병음: Líyuán Zhàn)은 베이징 지하철 바퉁선의 역으로 중국 베이징시 퉁저우구 리위안 지구·위차오 가도 경계의 징탕로·윈징 동로·주저우로 교차로 부근에 위치한다. 2003년 12월 27일에 개장하였다.

## 위치
이 역은 주커수 동로 남쪽(九棵樹東路南), 윈징 동로 동쪽(雲景東路東)에 위치한다.

## 역 구조

### 층별 구조
| 지상 2층 승강장 | 상대식 승강장, 오른쪽 출입문이 열림 | 상대식 승강장, 오른쪽 출입문이 열림           |
| 지상 2층 승강장 | ←                                   | ■ 바퉁선 핑궈위안(1호선) 방면 (주커수)        |
| 지상 2층 승강장 | →                                   | ■ 바퉁선 유니버설 리조트 방면 (린허리)        |
| 지상 2층 승강장 | 상대식 승강장, 오른쪽 출입문이 열림 |                                               |
| 지면 대합실 층  | 대합실                              | A-B출입구, 고객센터, 자동 발권기, 출입 게이트 |

## 출구
이 역은 총 2개의 출구가 있다. : A, B
|                     |                         |           |      |             |
| 출구                | 지시                    | 출구 인근 | 사진 | 무장애 시설 |
| 出口 · A            | 주커수 동로(九棵树东路) |           |      | 빈칸        |
| 出口 · B            | 주커수 동로(九棵树东路) |           |      |             |
| 아이콘 설명: 경사로 |                         |           |      |             |

## 같이 보기
위키미디어 공용에 리위안역 관련 미디어 분류가 있습니다.